# بشره خیر (ترانه)
بشرة خیر (بشارت خیر) ترانه‌ای از خوانندهٔ اماراتی حسین جسمی با آهنگ‌سازی عمرو مصطفی و متن ایمن بهجت قمر بود. این آهنگ شهروندان را تشویق می‌کند که در انتخابات ریاست جمهوری مصر در ۲۶ و ۲۷ مه ۲۰۱۴ شرکت کنند. گفته شد که این آهنگ در کنار آهنگ «تسلم الایادی» تبدیل به «آهنگ رسمی هواداران سیسی» شد.

## مناسب آهنگ
این آهنگ شهروندان مصری را برای رای دادن در انتخابات ریاست جمهوری در ۲۶ و ۲۷ مه که رقابتی بین عبدالفتاح السیسی و حمدین صباحی بود تشویق می‌کرد. این آهنگ پس از درخواست تحریم انتخابات و واکنش مردم مبنی بر بی‌نتیجه بودن انتخابات ساخته شد.

## شعر این آهنگ
- اخطار! متن زیر به گویش عربی مصری نوشته شده است.

شروع آهنگ: «دی فرکة کعب وهتعملها.. قصاد الدنیا هتقولها.. وخد بقی عهد تعدِلها.. سکت کتیر.. خَدِت إیه مصر بسکوتک.. ماتستخسرش فیها صوتک.. بتکتب بکرة بشروطک دی بشرة خیر.»
«قوم نادی ع الصعیدی وابن أخوک البورسعیدی والشباب السکندرانی اللمة دی لمة رجال.. وأنا هاجی مع السوهاجی والقناوی والسیناوی والمحلاوی اللی میه میه والنوبة الجُمال»
«ماتوصیش السوایسة الدنیا هایصة کده کده والاسماعلاویة یاما کادوا العدا.. کلمنی ع الشراقوه وإحنا ویا بعض أقوی وإحنا ویا بعض أقوی وأملنا کبیر»
«بحیری منوفی أو دمیاطی دول أقربلی من إخواتی.. حلایب أهل وقرایب نادیلهم رووح.. وأکتر حاجة فیها میزة نشوف حبایبنا فی الجیزة.. یا مرحب ألف خطوة عزیزة بناس مطرووح»

## واکنش‌ها در مورد این آهنگ

### نقد خواننده مصری هانی شاکر
هانی شاکر تصاویر مناظر مصر در کلیپ آهنگ را مورد انتقاد قرار می‌دهد و اضافه می‌کند بهتر بود کارگردان کلیپ زیبایی مصر و مناظر طبیعی این کشور را در آهنگ نشان می‌داد همان‌گونه که حسین الجسمی در آهنگ کلیپی که برای امارات متحده عربی ساخته بود از زیباترین قسمت‌های این کشور تصویر برداری شده بود.

### سایتیوتیوب
آهنگ بیش از ۵ میلیون بازدیدکننده در یوتیوب در ظرف پنج روز داشت.

## جزء ۱۰۰ آهنگ پربازدید جهان
این آهنگ در میان ۱۰۰ کلیپ پربازدید در جهان با بیش از ۴۸۱ میلیون بیننده از زمان انتشار آن در یوتیوپ قرار گرفت.